# Angra Revelle

A angra Revelle é uma vasta angra preenchida de gelo que recua a oeste algumas 15 milhas náuticas (28 km) entre o cabo Agassiz e o cabo Keeler, junto à costa oriental da Terra de Palmer. A angra se encontra na área explorada por ar pelo Sir Hubert Wilkins em 1928 e por Lincoln Ellsworth em 1935, mas foi delineada primeiro pelo United States Antarctic Service (Serviço Antártico dos Estados Unidos) (USAS) em 1940. Foi reobservada pela Expedição de Pesquisa Antártica Ronne (RARE), 1947–48, sob o comando de Ronne, que a batizou com o nome de Roger Revelle, oceanógrafo no Instituto de Oceanografia Scripps para Pesquisa Oceanográfica, que deu assistência técnica durante a adequação da expedição de Ronne.